# Valle del Ebro
El valle del Ebro o depresión del Ebro (España) es una amplia región geográfica del noreste de la península ibérica identificada por la cuenca hidrográfica del río Ebro. El Ebro nace en la cordillera Cantábrica y desemboca en el mar Mediterráneo. El valle del Ebro está limitado por la cordillera de los Pirineos al norte, el sistema Ibérico al sur y las cordilleras Costeras Catalanas al este.

## Espacio físico
La depresión del río Ebro está situada en el entorno de dicho río, es decir, en el noreste de la península ibérica. Desde la sierra de Híjar hasta Tortosa tiene una superficie aproximada de 40 000 km² y una longitud de 840 km. Se extiende de oeste a este por las comunidades autónomas de Cantabria, este de Castilla y León en las provincias de Burgos y Soria, sur de País Vasco en Álava, La Rioja, Navarra, Aragón, Cataluña y Norte de la Comunidad Valenciana en la provincia de Castellón, acabando en el mar Mediterráneo. En su límite norte están los Pirineos, en el este limita con las cordilleras Costero Catalanas, y en el sur y oeste con el sistema Ibérico. La depresión tiene una altura media de 200 metros sobre el nivel del mar, lo que destaca con las grandes elevaciones que la rodean. En la desembocadura del río está el delta del Ebro, un espacio protegido con el parque natural del Delta del Ebro. Tiene depósitos de conglomerados marinos y continentales, de gran grosor en los rebordes montañosos y de menor espesor en el centro de la depresión: areniscas, margas, yesos, salues y calizas. La variedad en la dureza de los materiales y el clima árido han dado lugar a diferentes formas de relieve. El río Ebro está situado sobre la falla entre la península ibérica y el continente europeo coincidiendo con el lecho de un antiguo mar, posteriormente convertido en lago, que intermitentemente separaba la isla ibérica, y la península ibérica unida a África, de Europa.
En la península ibérica no encontramos otro río con mayor diversidad de flora, por los distintos climas y paisajes por los que pasa desde su nacimiento con clima atlántico de montaña hasta su desembocadura en el delta de clima mediterráneo[cita requerida].
En la primera parte de su curso y en la cabecera de sus afluentes, la vegetación asociada son pastos, hayedos y robledales, plantas que necesitan mucha humedad. Cuando los ríos dejan las altas cumbres para entrar en la depresión, el clima se va haciendo progresivamente más continental y por tanto más seco y extremo en sus temperaturas; y finalmente cuando sobrepasa Mequinenza y entra en el área catalana el clima se convierte en mediterráneo.

Vista general de las Bardenas entrando por Arguedas. La extensión de terreno que se extiende por el límite sudeste de Navarra lindando con Aragón, con una apariencia desértica y sin ningún núcleo habitado en su interior, es conocida como Bardenas Reales.

## Espacio sociopolítico

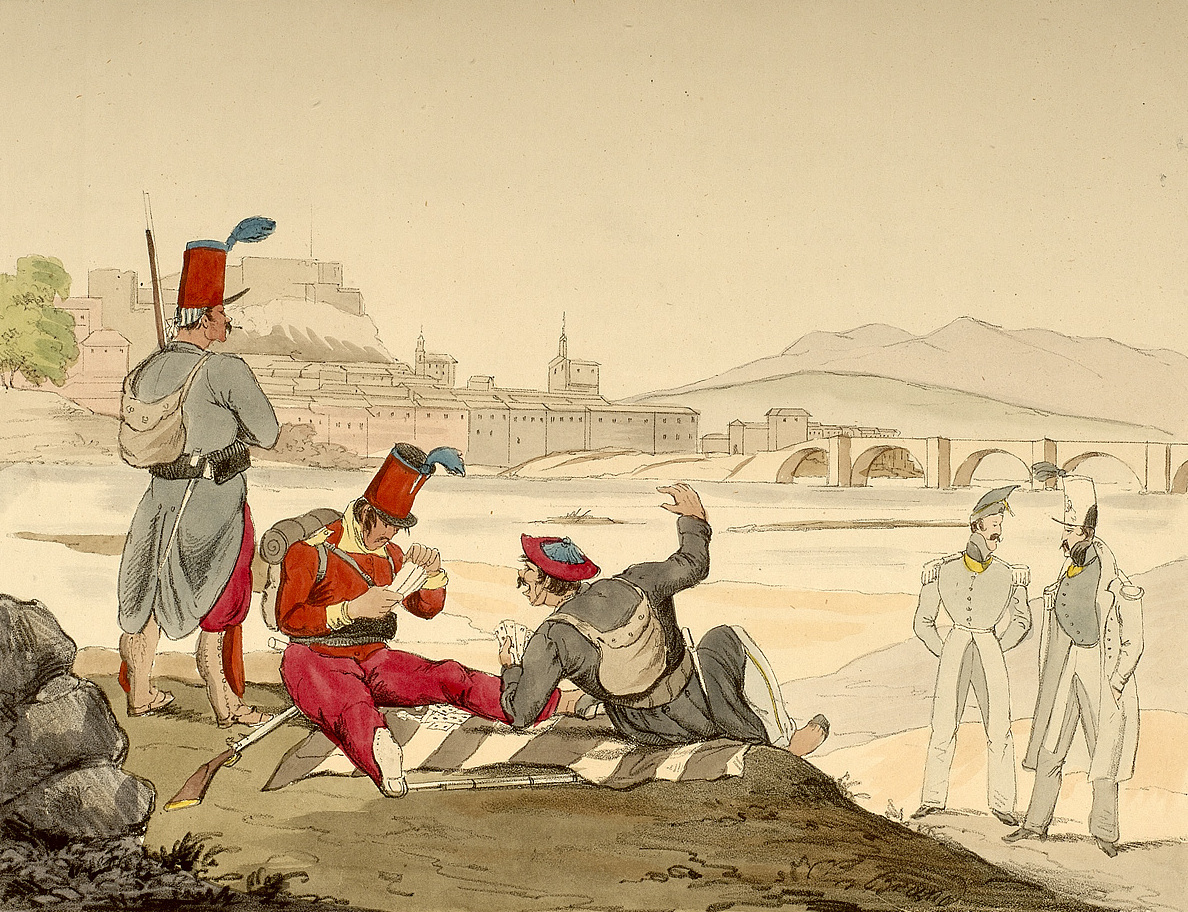
Chapelgorris en Miranda de Ebro, Burgos.

El espacio configurado por las comunidades autónomas de la cuenca hidrográfica del Ebro posee muchas características comunes relacionadas, además de unos rasgos económicos peculiares que avalan su análisis conjunto.
La depresión ibérica es la región natural configurada por todos aquellos territorios cuyas aguas desagüan en el Ebro. No es una región ni una unidad histórico-política ni homogénea en lo humano ni tampoco conforma una unidad económica. Sin embargo, el río Ebro, eje vertebrador de todo el conjunto, ha sido asimismo un corredor de comunicación cuya antiquísima importancia se ha dilatado en el último siglo y medio de manera simultánea al proceso de industrialización y a la expansión de los modernos sistemas de transporte, hasta configurar el “eje del Ebro”
Es cierto que los límites del valle del Ebro no coinciden exactamente con las fronteras provinciales, ni menos con las autonómicas; por ello los estudios relacionados con él, abarcan normalmente a todas las provincias que tengan parte de su territorio, aunque sea de forma minoritaria, como las provincias de Cantabria, Burgos y
Soria y las provincias catalanas y vascas que no forman parte propiamente de la cuenca ibérica, convirtiendo en área de estudio la mayor parte del cuadrante nordeste peninsular: Cataluña, Aragón, Navarra, País Vasco,
Cantabria, La Rioja y las provincias castellanas de Burgos y Soria.
La cuenca hidrográfica del Ebro, que incluye geográficamente algunos territorios pertenecientes a Francia y Andorra, ha sido tradicionalmente enlace y motor económico en la historia de España. Por su ubicación entre Francia, los puertos cantábricos y los mediterráneos, articula un destacado eje económico de España. Tiene una riqueza lingüística y cultural variada y está formada por comunidades y gentes de historia entrelazada desde que la península fue poblada por primera vez.
Las regiones que forman el valle del Ebro Medio ocupan un 12,5 % del territorio nacional, acogen al 5 % de la población y aportan el 5,5 % del producto interior bruto.
Algunos rasgos característicos comunes a las tres regiones centrales del valle (Aragón, Navarra y La Rioja) son la baja densidad de población, su alta concentración en pocos núcleos, el poco peso relativo en la economía nacional y un nivel de bienestar superior a la media nacional.
La economía de estas regiones ya ha cumplido en parte alguna de las transformaciones a las que se vio obligada por la integración en una economía supranacional, en concreto la terciarización de sus economías en detrimento del peso que el sector agrícola tenía anteriormente.
No obstante, estas tres regiones albergan algunas de las denominaciones de origen e indicaciones geográficas protegidas vinícolas más afamadas de España, así como la producción más alta de bebidas alcohólicas del país.
En el territorio de la depresión del Ebro se plantan sobre todo vid de secano, productos de regadío de huerta, y cereal. Para la plantación de unos u otros, el relieve y la aridez del clima de la localidad en concreto es la condición determinante.
De acuerdo con los últimos estudios se están configurando en Europa una serie de áreas de futuro a través de la constitución de macro regiones. El centro económico de Europa va del sudeste de Inglaterra al norte de Italia y a través del eje del Rin, simultáneamente se está formando otro eje de futuro que empalma con el anterior, a través de las costas mediterráneas de Francia y España y se prolonga a lo largo del valle del Ebro.
El 12 de diciembre de 2007 se presentó el proyecto de ocio y casinos Gran Scala, que pretendía construir en la comarca de Los Monegros 32 casinos, 70 hoteles, más de 200 restaurantes, varios parques temáticos y museos, un hipódromo y un campo de golf. La empresa promotora, International Leisure Development, había previsto una afluencia de 25 millones de turistas para 2020. El proyecto naufragó definitivamente en febrero de 2012 cuando los promotores no hicieron efectivo el precio para la compra de los terrenos en los que iban a construirse las instalaciones.

### Clima
El clima del Valle del Ebro es mediterráneo continental con grandes variaciones de las temperaturas. Los inviernos son fríos, las temperaturas oscilan entre -1 °C y 12 °C. Los veranos son muy calurosos y secos, las temperaturas varían de 18 a más de 35 °C. Las precipitaciones son bajas. El cierzo, viento seco del noroeste, sopla en rachas violentas.

### Clúster Agroalimentario del Valle del Ebro
La Asociación CLUSTER FOOD+i Valle del Ebro es una entidad privada creada en 2009, que agrupa a más de 100 empresas, centros de conocimiento y otras entidades relacionadas con la innovación. Su objetivo es fomentar la competitividad y el desarrollo del sector agroalimentario del Valle del Ebro a través de la anticipación de tendencias de negocio, la incorporación de tecnología y el desarrollo de soluciones de I+D+i cercanas al mercado dentro del entorno europeo.

### Regadío y canales
Los regadíos son con mucho el tipo de uso del suelo de mayor dinamismo y rendimiento. El riego artificial libera del obstáculo impuesto por la aridez y favorece el aprovechamiento integral del amplio período vegetativo de que dispone la depresión del Ebro, permitiendo la obtención de dos cosechas anuales y la diversificación de los cultivos. Estos regadíos se sitúan sobre todo en las terrazas bajas y llanuras de inundación de los valles fluviales. A estos regadíos se les puede denominar tradicionales, ya que fueron iniciados por las conducciones de acequias musulmanas, ampliados en la Edad Media por el canal de Tauste, y en época de la Ilustración por el Canal Imperial. Ocupan franjas alargadas en las terrazas bajas de los ríos Ebro, Najerilla, Gállego, Jalón, Huerva, Cinca y Segre, así como en otros más pequeños, y sostienen un policultivo con base en la alfalfa, el maíz y los frutales.
Hay otro tipo de regadíos en los somontanos pirenaicos, que ocupan espacios más amplios y desligados de los cursos fluviales, extendiéndose por las llanuras de Cinco Villas, la Violada, Monegros septentrionales y La Litera, aprovechando las aguas del Gállego embalsadas en el pantano de la Sotonera y las aguas del Cinca y el Ésera con los pantanos de El Grado y Barasona. Representa un tipo de regadío más pobre que los tradicionales, con problemas de adaptación del secano al nuevo sistema de cultivos regados y problemas también por la salinización de suelos.
Además de esta explotación para regadío, también se destinan tierras para el cereal de secano (trigo y cebada sobre todo), vid, almendro y olivo que no necesitan ser regados y dependen exclusivamente del régimen pluvial.
Para la explotación hidroeléctrica y agrícola óptima del suelo se han construido una serie de obras que han transformado al río. Estas son canales y embalses, y en menor medida diques, malecones, y canales de avenida que impiden la dinámica erosiva del río, por lo cual en un futuro no habrá nuevos cambios de curso y es difícil la formación de nuevos galachos, meandros y mejanas.
Además del Canal Imperial de Aragón, destacan los canales de Monegros, Flumen, Cinca, el Aragón y Cataluña, Bardenas, Calanda, Ebro, Huesca, Lodosa, Somontano de Guara y Tauste.
Las comunidades autónomas del valle del Ebro fueron las impulsoras del llamado pacto del agua, especialmente las que no tienen salida al mar, y no tienen otras alternativas para conseguir agua potable, como el empleo de desaladoras. Han servido de ejemplo en debates abiertos como el del trasvase Tajo-Segura entre Castilla-La Mancha y la Región de Murcia, ante la posibilidad de desaladoras que la que carece la comunidad cedente de agua, Castilla-La Mancha, mucho mayor territorialmente y más seca por ser interior, pero que sí tiene la Región de Murcia por ser más húmeda por su relieve y la cercanía al mar y contar la posibilidad de construir desaladoras que son financiadas en parte con fondos europeos.

## Cruce de caminos

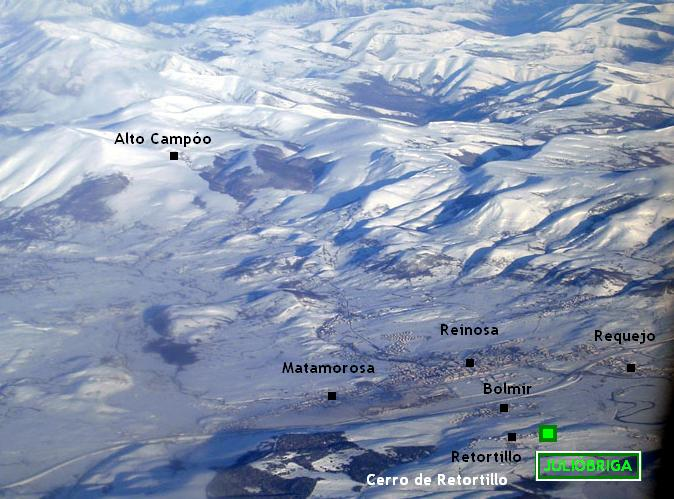
Imagen aérea del extremo noroeste de Campoo. Se observan las principales localidades de la zona así como una vista general del cerro de Retortillo, donde se encuentra Julióbriga, Cantabria.

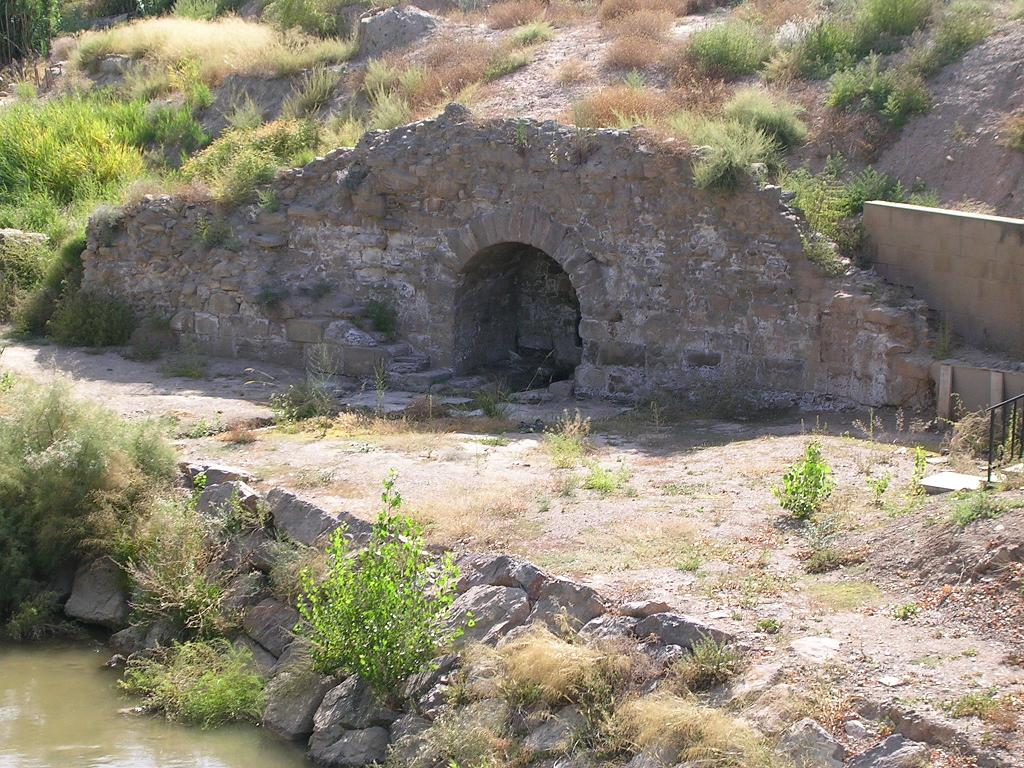
Ninfeo Romano, en Alfaro, La Rioja.

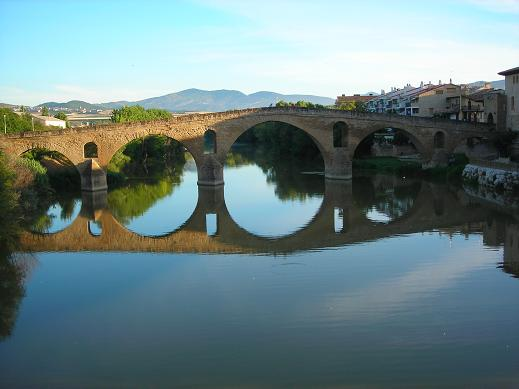
Puente románico en Puente la Reina, Navarra.

A pesar de contar la zona republicana con mayor población y las ciudades más importantes, el bando nacional que ocupó pronto el centro del valle, se aseguró la victoria asaltando y aislando las zonas más industrializadas. El País Vasco en occidente y Cataluña al oriente.

En tiempos prehistóricos lo atravesaron las emigraciones, africanas primero y asiáticas después, que llegaban a Europa.
La fertilidad de sus suelos y el histórico e importante paso obligado del  Corredor de la Bureba, son los componentes que precipitan la ocupación humana de estos territorios en tiempos muy pretéritos. En las entrañas de la tierra, en la próxima sierra de Atapuerca, se han hallado los restos más antiguos que se conocen de seres humanos en Europa, los restos del Homo antecessor, especie que pobló estos lugares hace más de un millón de años.
El antiguo pueblo prerromano cántabro, cuya capital se encontraba en Amaya, habitaba en el norte de la península ibérica, en la actual comunidad de Cantabria y en la provincia de Burgos.
Los autrigones poblaron esta tierras e hicieron de la actual Briviesca su capital, que se convierte en el primitivo embrión del Condado de Castilla.
Los vascones fueron un pueblo de la Edad Antigua cuyo territorio se extendía en tiempos de los romanos entre el valle alto del río Ebro y la vertiente peninsular de los Pirineos occidentales, una región que se corresponde en la época contemporánea con la práctica totalidad de Navarra y áreas del noroeste de Aragón y noreste de La Rioja.
Es muy difícil si no imposible distinguir los pueblos celtas o gaélicos entre los primeros grupos de indoeuropeos que penetraron en la Europa occidental y central. Sin embargo, es prácticamente seguro que participaron, junto a otros pueblos, en la rápida y espectacular expansión de la cultura de los campos de urnas del siglo XIII a. C., protagonizándola en la Europa occidental. En el siglo VI a. C. compartieron el noreste ibérico con los íberos. En la primera oleada, descendieron por la margen derecha del Ródano, ocupando Languedoc, Cataluña y el bajo valle del Ebro.
Los pueblos celtíberos prerromanos históricos, se extendieron con seguridad por buena parte de La Rioja, este de Burgos, oeste de Zaragoza hasta Teruel. Pueden ser considerados como un grupo étnico, ya que incorporan entidades menores (arévacos, tittos, bellos y lusones, resultando polémica la inclusión de vacceos, pelendones y berones), sin que ello signifique la existencia de un poder centralizado y ni siquiera de una unidad política, salvo quizás, y de forma coyuntural, con ocasión de los acontecimientos militares del siglo II a. C.
Los pueblos iberos, así bautizados por los griegos, por el nombre del río que ocupaban: Iber, (Ebro), Habitaban el resto del valle, y la costa oriental de la península ibérica, al menos desde el siglo VI a. C.: elisices, sordones, ceretanos, airenosinos, andosinos, bergistanos, ausetanos, indigetes, castelani, lacetanos, layetanos, cossetanos, ilergetas, iacetanos, suessetanos, sedetanos, ilercavones, edetanos... asociados a veces a griegos y fenicios.
La invasión romana, que tuvo al valle del Ebro como uno de los ejes principales de comunicación, integró la Tarraconensis como principal provincia del imperio y las Bardenas dentro de su administración, aprovechando sus recursos auríferos de manera continuada. En tiempos del Imperio romano, el paso obligado de Pancorbo, en el Corredor de la Bureba, se convirtió en un importante cruce de calzadas que seguían los caminos marcados por la naturaleza; el camino de la Castilla del Duero —la calzada de Astorga por Monasterio de Rodilla, la Tritium Autrigonum romana—, el camino de La Rioja y del valle del Ebro —la calzada de Zaragoza, por Las Lomas hacia Cerezo de Río Tirón, Segisamunculum en época romana— y el camino del norte por Poza de la Sal, la llamada Flavia Augusta Salionca por los romanos.
La ocupación continuada de sus tierras, con aportaciones de todas las culturas que atravesaron el obligado paso, definieron a los que encontraron los invasores romanos a su llegada a Iberia.
El Imperio carolingio, el reino de Nájera-Pamplona, y después el Reino de Navarra, la taifa de Saraqusta... también consideraron estas tierras como suyas y también fue lo que posteriormente sería la tierra fronteriza de nacimiento del idioma castellano, en las zonas limítrofes entre Cantabria, Burgos, Álava y La Rioja. Actualmente se hablan en el valle o próximo a él, aparte del mencionado castellano y dialectos de él, varias lenguas y dialectos de: montañés, euskera, aragonés, aranés y catalán. Siendo a destacar por su influencia sobre varias de las existentes, el desaparecido navarroaragonés, cuando en el nordeste de la actual provincia de Burgos, y en el oeste de la de La Rioja, se hablaba todavía vascuence, hablábase ya este romance en el oeste de Vizcaya y de Álava y en el Sureste de Navarra, y que, como dice Carretero y Jiménez: "el romance castellano comenzó a hablarse en tierras de Vizcaya y Álava antes que en Soria, Segovia y toda la Castilla al sur del Duero, y mucho antes que en la mayor parte del reino de León".
La Reconquista dio paso a la repoblación por gentes no muy lejanas, llegadas del norte de la Península: campesinos, pequeña nobleza y hombres de iglesia. Sin el peligro militar, los pueblos se agrupan alrededor de la iglesia, la fuente o el camino, dando personalidad a las entidades políticas.
El Primer Imperio Francés durante la guerra de la Independencia española entre 1808 y 1814, puso en un principio sus miras en la anexión del valle del Ebro y después solo de Cataluña, ante la inversión en hombres en revueltas en Lérida, Zaragoza y Logroño.
En 1834 se produjo una epidemia de cólera morbo asiático que afectó especialmente a las poblaciones situadas en el valle del Ebro (véase: Pandemias de cólera en España). Las estimaciones oficiales cifraron en 21 165 el número de afectados (13,6 % de la población) y en 4895 el de muertos (3,2 %).
Las tres contiendas violentas sucedidas en el siglo XIX en España entre los carlistas y el gobierno, las llamadas guerras carlistas, tienen su principal escenario en el valle. En 1837 Espartero fortificó Logroño e inició la conquista de Viana, Rioja Alavesa y Treviño para llegar a Navarra y Vascongadas donde firmó el Abrazo de Vergara. En 1844, durante la segunda guerra carlista, Martín Zurbano se subleva en Nájera por lo que sería fusilado el 21 de enero de 1845.
Entre los años 1844 y 1854 el gobierno central proyecta una carretera que iría de Madrid a París pasando por Soria, Logroño y Pamplona.
La batalla del Ebro, la mayor de cuantas se libraron en la guerra civil española, tuvo lugar en la zona occidental de la provincia de Tarragona (Tierra Alta) y en la zona oriental de la provincia de Zaragoza (Mequinenza) y se desarrolló durante los meses de julio a noviembre de 1938.

### Camino de Santiago
El Camino de Santiago ha tenido gran importancia a lo largo de los años en estos territorios, existiendo dos rutas que transcurren por ellos. El camino Francés (el más popular), que partiendo de Roncesvalles pasa por Pamplona, Estella, Los Arcos y en La Rioja, por Logroño y Nájera para llegar a Santo Domingo de la Calzada donde confluirá con el otro camino denominado del Interior o Vasco-Francés, que viniendo de Francia por Irún, transcurre por Andoáin, Beasáin, Zalduendo de Álava, Vitoria, La Puebla de Arganzón, entrando en La Rioja por las Conchas de Haro hacia Briñas, Haro, Zaratón, Cidamón, San Torcuato, Bañares y finalmente Santo Domingo de la Calzada (probablemente el lugar más allegado al camino en la región), desde donde continuará hacia Belorado camino a Santiago de Compostela. A estos se unen entre otros:
- Camino de Santiago del Pirineo Aragonés, desde el Puerto de Somport (Huesca) atraviesa Jaca (Huesca) y finaliza en Puente la Reina (Navarra).
- Camino de Santiago del Ebro, con final en Logroño, atraviesa Calahorra, Tudela, Zaragoza, Caspe y origen en Tortosa y arribos desde el mediterráneo.
- Camino de Santiago de Teruel, Cariñena...hasta Zaragoza.
- Camino de Santiago del Maestrazgo. Con arribos mediterráneos en el puerto de Castellón de la Plana, atraviesa Alcañíz, Morella, Pina de Ebro...

Muchos de los municipios por los que transcurre el camino cuentan con albergues, para que los peregrinos puedan hacer noche.

### Caminos del agua
El Camino del Ebro es el primer camino fluvial que se realiza en España, con 1280 kilómetros, desde Fontibre (Cantabria) hasta Riumar (Tarragona), es el de mayor longitud de la red de itinerarios naturales.
El secretario general para el Territorio y la Biodiversidad del Ministerio de Medio Ambiente español, Antonio Serrano, presentó el Camino Natural del Ebro GR 99, en el lugar donde empezó a construirse, el Galacho de Juslibol (Zaragoza). Este es el primero de los "Caminos del Agua". Sus 1280 kilómetros que conectan el nacimiento del Ebro, en Cantabria, con la desembocadura del delta, en Cataluña, convierten a este camino en el de mayor longitud de los que forman la Red de Itinerarios y Caminos Naturales del Estado.

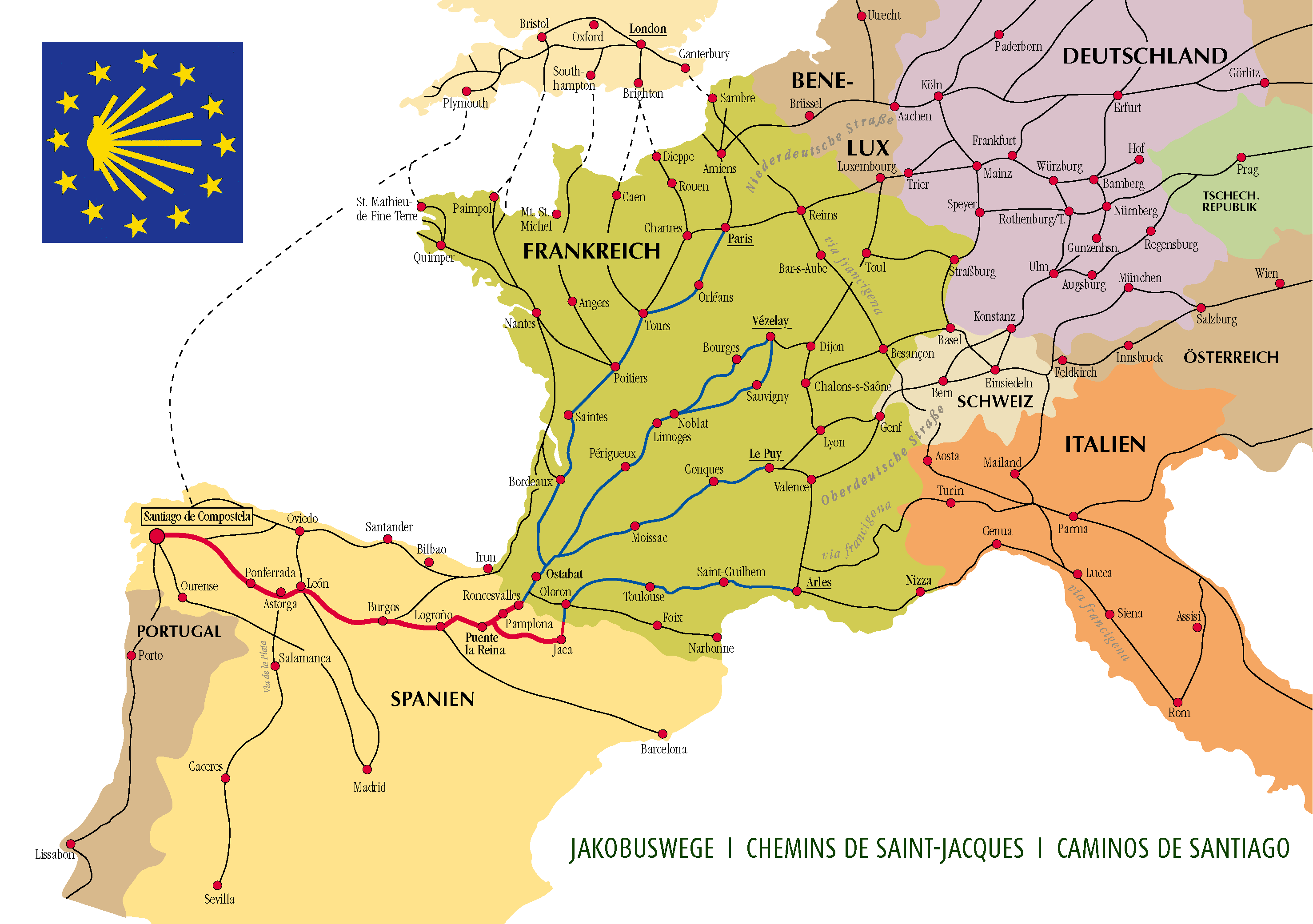
Rutas del Camino de Santiago por Europa

## Pacto del agua
El Pacto del agua de 1992, ideado en la comunidad autónoma de Aragón es una base para afrontar el futuro, en el cual el agua es imprescindible para el desarrollo. El Pacto del Agua concibe al agua como un bien escaso y considera imprescindible la mejora de la eficacia en sus usos.
Al unirse a la iniciativa aragonesa, las comunidades autónomas del valle del Ebro, fueron las impulsoras del llamado pacto del agua a nivel nacional. Especialmente las que no tienen salida al mar, y no tienen otras alternativas para conseguir agua potable, como el empleo de desaladoras. Sirviendo de ejemplo a debates abiertos como el del trasvase Tajo-segura entre Castilla-La Mancha y la Región de Murcia, ante la posibilidad que carece la comunidad cedente de agua, Castilla-La Mancha, mucho mayor territorialmente y más seca por ser interior a la que tiene la Región de Murcia por ser más húmeda por su relieve y la cercanía al mar y contar la posibilidad de construir desaladoras que son financiadas en parte con fondos europeos.
Para evaluar los recursos hídricos necesarios se tomó lo recogido en los distintos estudios realizados para los diferentes proyectos de directrices de los planes hidrológicos. Partiendo de las estimaciones de estos planes se cifraron las necesidades de la comunidad autónoma de Aragón, en tres mil seiscientos hectómetros cúbicos, las obras del Pacto del Agua se elevaban a dos mil cien hectómetros cúbicos y la reserva estratégica a ochocientos cincuenta hectómetros cúbicos. En conjunto un total de seis mil quinientos cincuenta; a su vez el documento habla de que este volumen se entiende para uso exclusivo de Aragón y, además, este documento recoge que la comunidad autónoma se reserva el derecho de reivindicar el volumen de agua que su desarrollo económico requiera.

### El pacto del agua en la cuenca del Ebro
El pacto aborda el uso recreativo de los embalses, para los que se elaborarán los correspondientes planes rectores de uso y gestión de cada embalse, y también plantea la necesidad de fijar los caudales mínimos que, con carácter provisional, se estiman en el 10 % de la aportación media interanual en régimen natural.
Por una parte, la oposición a cualquier tipo de iniciativa que propiciara o hiciera posible el trasvase de aguas de la cuenca del Ebro, exigir al Gobierno Central que hiciera realidad la ejecución de las infraestructuras contempladas en el Pacto del Agua, y un tercer aspecto, la recuperación del consenso entre los distintos agentes y territorios afectados por la política territorial.